# 三种权威类型
马克斯·韦伯区分了合法政治领导、统治和权威的三种理想类型。他在发表在其代表作《经济与社会》中的《合法统治的三种类型》和他的经典演讲《作为职业的政治》中都写到了这三种类型的统治。
1. 魅力型权威（性格、英雄主义、领导力、宗教）。
2. 传统权威（族长、宗法制、封建主义）。
3. 理性-法律权威（现代法律和国家、官僚机构）。

这三种类型是理想的类型，很少以其纯粹的形式出现。
根据马克思·韦伯的观点，权威是指被受制于它的人接受为合法的权力。这三种形式的权威据说是以 "等级发展秩序 "的方式出现。国家从魅力型权威发展到传统型权威，最后达到理性法律型权威的状态，这是现代自由民主的特点。

## 魅力统治
魅力型权威是从个人魅力或个人人格力量中延伸出来的。马克思·韦伯在一次演讲中把它描述为 "非凡魅力的权威"；他把它与其他形式的权威区分开来，他指出 "人们不是凭借传统或法律规则来服从魅力型统治者的，而是因为人们相信他。"因此，只要追随者相信这种权力存在，领导者的实际权力或能力就不是很重要了。所以，根据马克思·韦伯的观点，有魅力的领导者特别难以维持其权威，因为追随者必须持续使领导者的权威合法化。
魅力型统治与法律理性型和传统型权力不同，因为它不是从本来就确定的传统中发展出来的，而是从追随者对领导者的信仰中发展出来的。
根据马克思·韦伯的观点，一旦领导者失去了他的魅力或死亡，基于魅力型权力的系统往往就会转变为传统或法律理性的系统。

## 传统统治
在传统权威中，权威的合法性来自于传统或习俗；韦伯将其描述为 "永恒的昨天的权威"，并将其确定为君主制的权威来源。在这种类型的统治中，一个强大的个人或团体的传统权利被人们接受，或者无人反对。支配者可以是部族领袖、长老、一家之主、宗法人物或主导精英。从历史上看，这是最常见的政府类型。
根据韦伯的观点，不平等现象是由传统权威创造和维护的。如果这种权威不被挑战，占主导地位的领导人或团体就会一直持续掌权。对韦伯来说，传统权力阻碍了理性的法律权威的发展。

## 理性的法律支配
法律权威，也被称为理性的法律权威，这里指个人或机构凭借其担任的法律职务而行使权力。这是一种要求服从职务而不是服从该职务从业者的权力（例如：律师、法官）；一旦他们离开职务，他们的理性法律权力就会丧失。韦伯认为 "理性创造的规则"是这种权威形式的核心特征。现代民主国家包含许多法律理性制度的例子。法律权威的发展有不同的方式。许多社会都形成了一套法律法规体系，存在着许多不同的合法性规定。随着法律理性制度的发展，政治制度也可能被类似地合理化。宪法、书面文件、既定的办公室和定期选举往往与现代法律理性的政治制度有关。这些在过去往往是与早期的传统制度（如君主制）相对立而发展的成果，后者的一套规则其实并不完善。但随着这些制度以理性的方式发展，权力也就逐渐呈现出法律理性的形式。治理者拥有合法的法律权利，而被治理者则接受统治者的法律规定。
尽管理性合法的权威可能会受到那些服从者的挑战，但它不可能导致制度性质的迅速改变。韦伯认为，这种权力斗争大多是政治斗争，也可能是基于民族主义或种族的。

## 历史背景下的权力分类
韦伯还指出，法律统治是最先进的，社会从主要拥有传统和魅力型权威演变成主要拥有理性和法律型权威，造成这样的现象是因为魅力型权威的不稳定性不可避免地迫使它 "常规化 "为一种更有结构的权威形式。同样，他指出在一个纯粹的传统统治类型中，对主人的充分抵抗会导致一场 "传统革命"。因此，他影射了一个不可避免的走向理性法律结构的权威现象，利用官僚结构。这与他更广泛的合理化概念相关联，暗示了结局朝这个方向发展的必然性。因此，这一理论有时可以被看作是社会进化论的一部分。
在传统权威中，权威的合法性来自于传统，在魅力型权威中，来自于个人的个性和领导品质（魅力），而在法律（或理性法律）权威中，来自于官僚主义和法律上附加于某些职位的权力。这三种类型的典型例子可以在宗教中找到：牧师（传统）、耶稣（魅力）和罗马天主教会（法律-理性）。韦伯还在他的三种主要冲突模式中设想了这三种类型：地位群体中的传统权威，阶级中的魅力权威，以及政党组织中的法律-理性权威。
在他看来，统治者和被统治者之间的每一种历史关系都包含着可以在上述区分的基础上进行分析的因素。

## 比较表
|          | 有魅力的               | 传统的                   | 法律-理性                                                          |
| -------- | ---------------------- | ------------------------ | ------------------------------------------------------------------ |
| 标尺类型 | 魅力领袖               | 主导人格                 | 职能上司或官僚官员                                                 |
| 位置确定 | 拥有充满活力的个性     | 既定的传统或惯例         | 法定机构                                                           |
| 统治使用 | 非凡的品质和非凡的力量 | 获得或继承的（遗传）品质 | 合理制定的规范、法令和其他规章制度的美德                           |
| 合法化   | 社区的胜利和成功       | 既定的传统或惯例         | 普遍相信这些规则的形式正确性以及制定这些规则的人被认为是合法的权威 |
| 忠诚度   | 人际和个人的忠诚和奉献 | 基于传统的忠诚           | 权限/规则                                                          |
| 凝聚力   | 情绪不稳定和易变       | 共同目标                 | 遵守规则（见默顿的越轨理论）                                       |
| 领导者   | 统治者和追随者（门徒） | 既定的社会行为形式       | 规则，而不是统治者                                                 |